# Mats Lemmens
Mats Leentje Lemmens (Genk, 10 maart 2002) is een Belgisch voetballer die door US Lecce wordt uitgeleend aan RWDM. 

## Clubcarrière
Lemmens maakte op jonge leeftijd de overstap van de jeugdopleiding van Genk VV naar die van KRC Genk. In oktober 2020 maakte hij de overstap naar de Italiaanse tweedeklasser US Lecce. Na twee jaar bij de beloften maakte Lemmens de overstap naar de A-kern. In het seizoen 2022/23 zat hij geregeld op de bank bij de eerste ploeg, maar tot een officieel debuut kwam het dat seizoen niet. Lemmens won dat seizoen de Campionato Primavera 1 met de U19-ploeg van Lecce.
In augustus 2023 leende Lecce hem voor een seizoen uit aan tweedeklasser Calcio Lecco 1912. Op 1 oktober 2023 maakte hij zijn profdebuut in het shirt van deze club: op de achtste competitiespeeldag liet trainer Luciano Foschi hem starten tegen AS Cittadella. Lemmens werd dat seizoen achttien keer opgesteld in de Serie B, daarbij was hij slechts vijf keer invaller. Op het einde van het seizoen degradeerde Lemmens met Lecco, dat voor het eerst sinds het seizoen 1972/73 nog eens op het tweede niveau speelde, naar de Serie C.
Begin september 2024 keerde Lemmens terug naar België: tweedeklasser KSC Lokeren-Temse haalde de 22-jarige verdediger op huurbasis naar het Daknamstadion. Onder leiding van trainer Hans Cornelis groeide hij er meteen uit tot een vaste waarde in de centrale verdediging. In februari 2025 nam reeksgenoot RWDM het huurcontract van Lemmens over, ondanks de wens van Lokeren-Temse om de verdediger aan boord te houden.

## Clubstatistieken
| Seizoen         | Club                | Land            | Competitie      | Competitie | Competitie | Beker | Beker | Supercup | Supercup | Europees | Europees | Totaal | Totaal |
| Seizoen         | Club                | Land            | Competitie      | Wed.       | Dlp.       | Wed.  | Dlp.  | Wed.     | Dlp.     | Wed.     | Dlp.     | Wed.   | Dlp.   |
| --------------- | ------------------- | --------------- | --------------- | ---------- | ---------- | ----- | ----- | -------- | -------- | -------- | -------- | ------ | ------ |
| 2023/23         | US Lecce            | Vlag van Italië | Serie A         | 0          | 0          | 0     | 0     | —        | —        | —        | —        | 0      | 0      |
| 2023/23         | → Calcio Lecco 1912 | Vlag van Italië | Serie B         | 18         | 1          | 0     | 0     | —        | —        | —        | —        | 18     | 1      |
| 2024/25         | → KSC Lokeren-Temse | Vlag van België | Eerste klasse B | 16         | 0          | 2     | 0     | —        | —        | —        | —        | 18     | 0      |
| 2024/25         | → RWDM              | Vlag van België | Eerste klasse B | 1          | 0          | 0     | 0     | —        | —        | —        | —        | 1      | 0      |
| Carrière totaal | Carrière totaal     | Carrière totaal | Carrière totaal | 35         | 1          | 2     | 0     | 0        | 0        | 0        | 0        | 37     | 1      |

Bijgewerkt op 17 februari 2025.

## Privé
- Lemmens is een kleinzoon van oud KRC Genk-voorzitter Harry Lemmens. [8]

1 Lathouwers ·
3 Halilou ·
4 Doudaev ·
5 De Sart ·
6 Halifa ·
7 Montes ·
8 Abe ·
9 Parzyszek ·
10 Robail ·
11 Ziani ·
15 Laâziri ·
17 Barry ·
20 Poku ·
21 Marsoni ·
22 Soelle Soelle ·
23 Del Piage ·
26 Kestens ·
28 Hubert ·
29 Maurer ·
30 Baghli ·
31 Dodeigne ·
43 Sousa ·
49 Sapata ·
51 Preijs ·
53 Messad-Kouchiche ·
60 Awudu ·
70 Nkurunziza ·
77 Biron ·
83 Lemmens ·
84 El Arouch ·
99 Benjdida ·
Coach: Ferrera
· Assistent-coach: Baherlé
· Assistent-coach: De Camargo